# Bổ đề Burnside
Bổ đề Burnside, còn được gọi là định lý đếm của Burnside, bổ đề Cauchy-Frobenius hay định lý đếm số quỹ đạo, là một kết quả trong lý thuyết nhóm thường dùng tính đối xứng để đếm các đối tượng toán học. Kết quả được mang tên nhiều người, bao gồm William Burnside, George Pólya, Augustin Louis Cauchy, và Ferdinand Georg Frobenius. Tuy nhiên kết quả này không phải của Burnside, trong cuốn sách của mình 'On the Theory of Groups of Finite Order', ông ấy cho rằng đây là kết quả của Frobenius (1887).
Đặt G là nhóm hữu hạn tác động lên tập X. Với mỗi g thuộc G, gọi Xg là tập các phần tử phần tử thuộc X là các điểm cố định bởi g (hay còn gọi là bất biến bởi g), hay. Xg = { x ∈ X | g.x = x }. Bổ đề Burnside khẳng định công thức sau cho số quỹ đạo, ký hiệu bởi |X/G|:
{\displaystyle |X/G|={\frac {1}{|G|}}\sum _{g\in G}|X^{g}|.}

## Sách tham khảo
- Burnside, William (1897) Theory of Groups of Finite Order, Cambridge University Press, at Project Gutenberg and here at Archive.org. (This is the first edition; the introduction to the second edition contains Burnside's famous volte face regarding the utility of representation theory.)
- Frobenius, Ferdinand Georg (1887), "Ueber die Congruenz nach einem aus zwei endlichen Gruppen gebildeten Doppelmodul", Crelle, CI: 288.
- Neumann, Peter M. (1979), "A lemma that is not Burnside's", The Mathematical Scientist, 4 (2): 133–141, ISSN 0312-3685, MR 0562002.
- Rotman, Joseph (1995), An introduction to the theory of groups, Springer-Verlag, ISBN 0-387-94285-8.